# John Buchan
John Buchan, 1º Barão Tweedsmuir GCMG GCVO CH PC (26 de agosto de 1875 – 11 de fevereiro de 1940), foi um romancista escocês, mais conhecido pela seu romance The Thirty-Nine Steps, e um político unionista que serviu como Governador-geral do Canadá.

## Infância e juventude
Buchan foi o primogênito de uma família de quatro filhos e uma filha sobrevivente (a novelista Anna Buchan) nascido de um pastor da Igreja Livre da Escócia, John Buchan (1847–1911), e sua esposa Helen Jane (1857–1937). Nasce em Perth e cresce em Fife, passa numerosas férias de verão com seus avós em Borders, desenvolvendo o amor pelo excursionismo e a paisagem dos Borders e sua fauna e flora que é sua musa retratada em suas novelas. Um exemplo é Sir Edward Leithen, o herói de alguns dos livros de Buchan, que deve seu nome a Leithen Water, um afluente do rio Tweed.
Depois de estudar na escola de gramática Hutchesons, Buchan ganhou uma beca para a Universidade de Glasgow onde estudou Filologia Clássica, escreveu poesia e foi publicado pela primeira vez. Estuda então Literae Humaniores (nome que se dá à Filologia Clássica em algumas universidades, tais como a de Oxford) no Brasenose College, Oxford, ganhando o prêmio Newdigate de poesia. Tinha um dom para fazer amizades que conservaria durante toda sua vida. Seus amigos em Oxford incluiam a Hilaire Belloc, Raymond Asquith e Aubrey Herbert.

## Vida como autor e político
Buchan num primeiro momento entrou na carreira de advogado em 1901, mas quase imediatamente foi para a política, convertendo-se no secretário privado do administrador das colônias britânicas Alfred Milner, que foi alto comissionado para África do Sul, governador da Colônia do Cabo e administrador da colônia de Transvaal e o Estado Livre de Orange—Buchan adquiriu experiência com as zonas que haveria de ser de maneira proeminente uma das características de seus escritos. Quando volta à Londres torna-se sócio de uma editora enquanto continua escrevendo livros. Buchan se casa com Susan Charlotte Grosvenor (1882-1977), prima do Duque de Westminster, em 15 de julho de 1907. O casal tem quatro filhos, dois dos quais passaram a maior parte de suas vidas no Canadá.

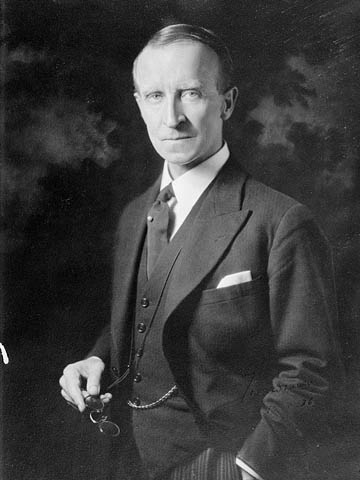

Em 1910, escreve "O Preste João", sua primeira novela de aventuras, ambientada na África do Sul. Em 1911, sofre pela primeira vez de úlcera péptica, uma enfermidade que ele dará a um de seus personagens em livros posteriores. Buchan entra também na política como candidato dos conservadores do Partido Unionista da Escócia para o distrito dos Borders. Durante esse tempo, apóia o livre comércio, o sufrágio feminino, a seguridade social e diminuir o poder da Câmara dos Lordes . Entretanto, opôs-se às reformas liberais dentre 1905 e 1915 e o que ele considerou o "ódio à classe" adotada por liberais demagógicos como David Lloyd George.
Durante a Primeira Guerra Mundial, escreveu para o War Propaganda Bureau (departamento de propaganda de guerra) e foi correspondente para o The Times na França. Em 1915, publica seu livro mais famoso, "Os trinta e nove escalões" (The Thirty-Nine Steps), um thriller de espiões ambientado justamente antes do começo da Primeira Guerra Mundial, na que aparece seu herói Richard Hannay, o qual está baseado em um amigo de sua época na África do Sul, Edmund Ironside. No ano seguinte, publica uma continuação, "Greenmantle". Em 1916 se une aos Corpos de Informação do Exército Britânico) de onde como sub-tenente, escreveu discursos e comunicados para Sir Douglas Haig.
Em 1917, volta à Grã-Bretanha, onde se converte em Diretor de informação logo abaixo de Lord Beaverbrook. Depois da guerra, começa a escrever sobre temas históricos assim como continua escrevendo thrillers e novelas históricas. As cem obras de Buchan incluem cerca de 30 novelas e sete coleções de relatos. Também escreve as biografias de Sir Walter Scott, César Augusto, Oliver Cromwell, e foi galardoado com o prêmio James Tait Black Memorial por sua biografia de James Graham, primeiro marquês de Montrose, mas seus livros mais conhecidos são os thrillers de espionagem e provavelmente é por estes que é agora mais recordado.
O "último Buchan" (como Graham Greene titulou sua favorável crítica) é Sick Heart River (com título nos Estados Unidos: Mountain Meadow), ambientada em 1941, na qual um moribundo protagonista enfrenta às perguntas sobre o sentido da vida nas terras selvagens canadenses.
O filme The 39 Steps foi rodado (com muitas mudanças em relação à novela) por Alfred Hitchcock em 1935; também rodaram outras versões em 1959 e 1978.
Em meados da década de 1920, Buchan vivia próximo de Oxford - Robert Graves, que vivia em Boar's Hill também ajudava à Universidade de Oxford, faz menção do Coronel Buchan recomendando-lhe para um posto de professor na recém fundada Universidade do Cairo, no Egito. Buchan torna-se o presidente da Sociedade escocesa de história. Foi duas vezes Alto Lord comissário à Assembleia geral da Igreja Presbiteriana escocesa, e em 1927 foi eleito por eleição parcial deputado unionista escocês para as universidades escocesas. Politicamente foi da tradição Unionista-Nacionalista que acreditava do desenvolvimento da Escócia como nação dentro do império, comentando uma vez "acredito que cada escocês deveria ser um nacionalista escocês. Se se pudesse comprovar que um parlamento escocês fosse desejável… os escoceses deveriam apoiá-lo".
Os efeitos da depressão na Escócia e a subsequente alta emigração o levaram a dizer também que "não queremos ser como os gregos, com poder e prosperidade ali aonde nos estabelecemos, mas com uma Grécia moribunda depois de nós" (Hansard, 24 de novembro de 1932). Durante os primeiros meses da Segunda Guerra Mundial, Buchan lê "A vida de Gladstone", de John Morley, que causa uma profunda impressão. Buchan acreditou que Gladstone tinha ensinado ao povo a combater o materialismo, a autocomplacência e o autoritarismo; escreve a H. A. L. Fisher, Stair Gillon e Gilbert Murray que esta se "convertendo em um liberal Gladstoniano". A brilhante frase "It's a great life, if you don't weaken" (a vida é genial se não te dás por vencido) é atribuída a ele. Outra frase memorável é "No great cause is ever lost or won, The battle must always be renewed, And the creed must always be restated" ("nenhuma grande causa é ganha ou perdida, a batalha deve sempre ser recomeçada, e as crenças devem sempre ser renovadas").
O ramo de Buchan da Igreja livre da Escócia se uniu à Igreja presbiteriana escocesa em 1929. Foi um ativo Mayor (um oficial permanente, eleito por uma congregação presbiteriana, e ordenado para servir nos ofícios e ajudar ao pastor na comunhão) da igreja de Londres de Saint Columba e da paróquia presbiteriana de Oxford. Em 1933 e 1934 foi lord alto comissário da assembleia geral da igreja.

## Vida no Canadá
Em 1935 se torna governador-geral do Canadá e é nomeado Barão Tweedsmuir de Elsfield no condado de Oxford. O primeiro-ministro de Canadá William Lyon Mackenzie King queria que fosse ao Canadá como plebeu, mas o rei Jorge V insistiu em ser representado por um par.

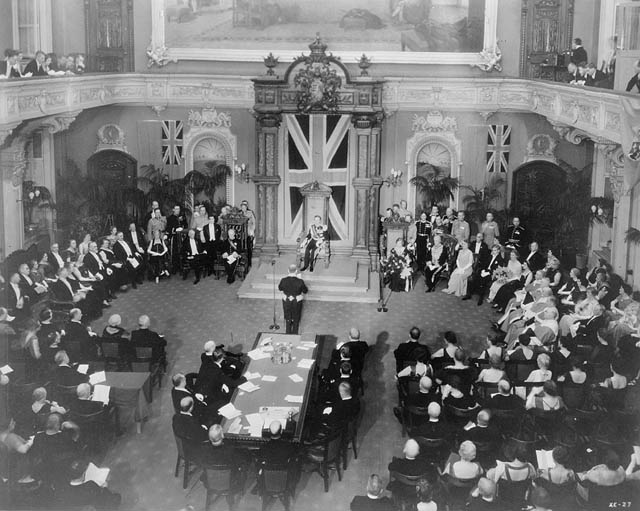
Instalação do Barão Tweedsmuir como Governador-geral do Canadá, pelo primeiro-ministro Mackenzie King.

Buchan continuou escrevendo inclusive depois de sua nomeação como governador-geral. Seus livros posteriores incluem novelas, histórias e suas opiniões do Canadá. Além disso, escreve uma autobiografia, "Memory Hold-the-Door", ainda como governador-geral. Sua esposa foi escritora, escrevendo muitos livros e obras de teatro como Susan Buchan. Enquanto exercia sua própria carreira de escritor, promoveu o desenvolvimento de uma cultura canadense diferenciada. Em 1936, animado por Lady Tweedsmuir, fundou os Galardões do governador-geral, que continuam sendo um dos principais prêmios literários do Canadá.
Lady Tweedsmuir promoveu de forma ativa a literatura no Canadá. Fez uso da Rideau Hall como centro de distribuição para 40 mil livros, os quais foram enviados a leitores de áreas remotas do oeste. Seu programa ficou conhecido como "the Lady Tweedsmuir Prairie Library Scheme" (O projeto da biblioteca das pradarias de Lady Tweedsmuir). Juntos, Lord e Lady Tweedsmuir estabeleceram a primeira biblioteca propriamente dita em Rideau Hall.
Tweedsmuir tomou suas obrigações no Canadá seriamente e tentou fazer que o cargo de governador-geral fosse pertinente para a vida de um canadense comum. Com suas próprias palavras: "um Governador Geral está numa posição única porque é sua obrigação conhecer todo o Canadá e todos as diversas características de sua gente".

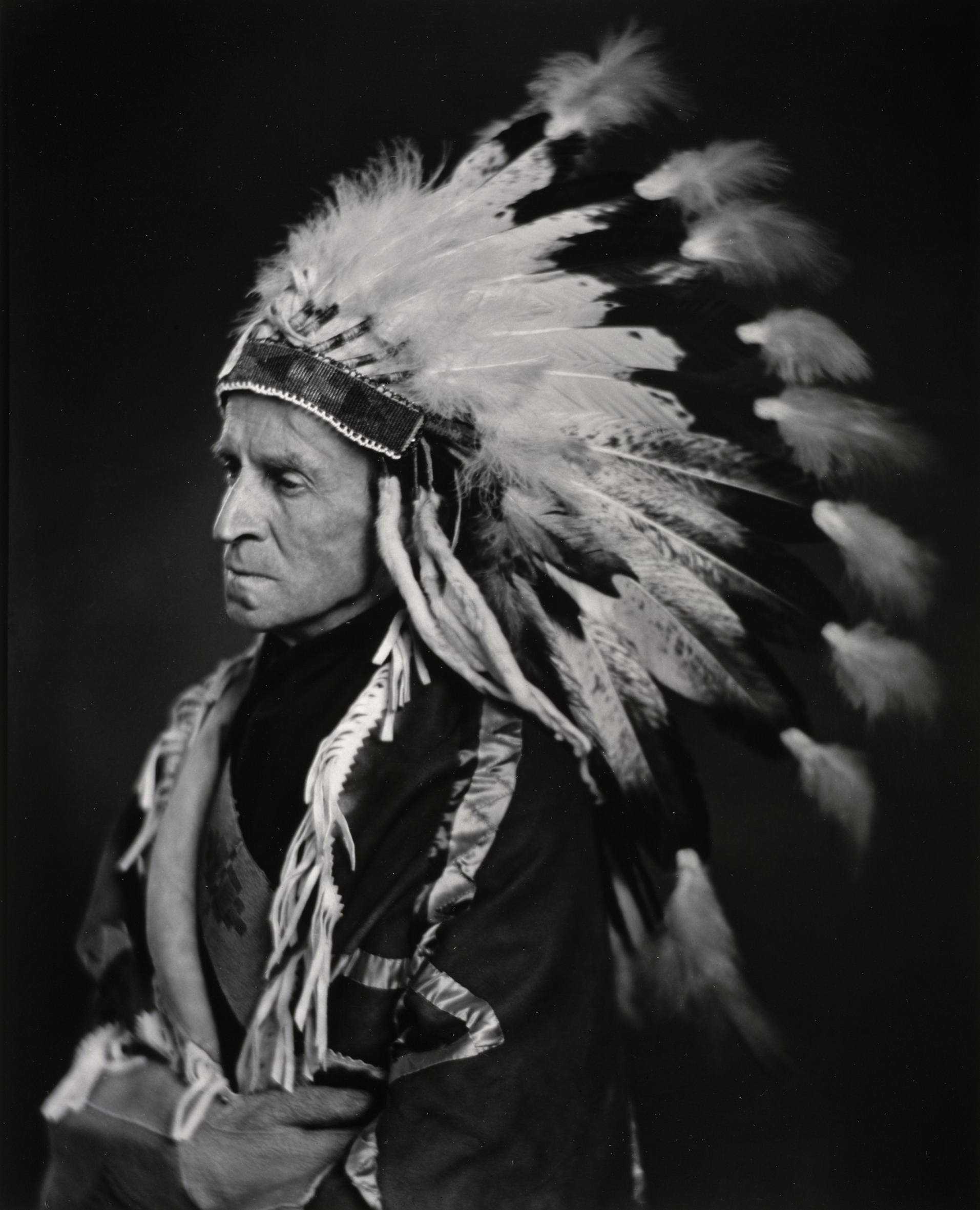
Foto de Lord Tweedsmuir vestindo trajes indígenas. Foto de Yousuf Karsh.

Tweedsmuir viajou por todo Canadá, incluindo as regiões árticas. Aproveitou cada ocasião para falar aos canadenses e animá-los a desenvolver sua própria identidade. Queria construir a unidade nacional com base em diminuir as barreiras religiosas e linguísticas que dividiam o país. Tweedsmuir se deu conta da situação que era sofrida por muitos canadenses devido à Grande Depressão e logo escreveu mostrando compaixão por conta de suas dificuldades.
Tweedsmuir foi reconhecido pelas universidades de Glasgow, St. Andrews, McGill, Toronto e Montreal, sendo outorgado por todas elas o título de Doutor em leis, e de Membro Honorário e Doutor Honorário em Lei Civil por Oxford.
Quando o rei Jorge V morre em 1936, a fachada do Rideau Hall foi coberta por um tecido preto e Lord Tweedsmuir cancelou todos os festejos durante o período de luto. O novo herdeiro ao trono, o rei Eduardo VIII, logo abdica para casar-se com Wallis Simpson – dando lugar a uma crise no que concernia à monarquia. Não obstante, quando o novo rei, Jorge VI e a rainha Elizabeth viajaram por todo o Canadá em 1939; a visita real – a primeira visita ao Canadá por um soberano reinante – foi extremamente popular.
Como muitas pessoas de seu tempo, a experiência que resultou na Segunda Guerra Mundial o convenceram dos horrores do conflito armado e trabalhou com o Presidente Roosevelt do Estados Unidos e com o primeiro-ministro canadense Mackenzie King, em uma tentativa de evitar o perigo sempre presente de uma nova guerra mundial.
Enquanto barbeava-se em 6 de fevereiro de 1940, sofreu um AVC, ferindo-se gravemente na queda de cabeça. Recebendo o melhor cuidado possível,sob os cuidados do famoso neurologista Dr. Wilder Penfield, do Instituto Neurológico e Hospital de Montreal, que o operou duas vezes, mas o ferimento foi fatal. Em 11 de fevereiro, apenas 10 meses antes de seu mandato expirar, Tweedsmuir morreu. O primeiro-ministro Mackenzie King refletiu a perda de todos os canadenses sentiram ao ler as seguintes palavras no rádio.
| “ | Com o falecimento de Sua Excelência, o povo do Canadá perdeu um dos maiores e mais reverenciados governadores-gerais, e um amigo que desde o dia da sua chegada a este país, dedicou sua vida a servir. | ” |

Essa foi a primeira vez que um governador-geral morreu durante seu mandato desde a fundação da Confederação. Depois do velório no Senado, teve lugar um funeral de estado ao Barão Tweedsmuir na Igreja Presbiteriana de Saint Andrew em Ottawa. Suas cinzas foram devolvidos à Inglaterra no cruzador HMS Orion para o enterro em Elsfield.

## Reputação
Recentemente, como outros de seus contemporâneos, sua reputação foi manchada por sua falta de correção política, em fatos como o anti-semitismo, expresso em alguns trechos de seus romances, como no capítulo inicial de "The Thirty-Nine Steps". (Note, entretanto, que foi parte ativa dos judeus durante a década de 30, e por isso o seu nome aparece na "lista negra" de Adolf Hitler). Um narrador extremamente atraente, o tempo tratou bem o seu trabalho e sua popularidade está experimentando um ressurgimento hoje.
Buchan tinha uma reputação de pessoa discreta. Ele estava envolvido no corpo de informações como propagandista durante a I Guerra Mundial e, mais tarde poderia estar relacionado com a inteligência britânica. Ele é citado como estando relacionado de alguma forma durante os anos próximos da Segunda Guerra Mundial com o chefe da agência de espionagem, o canadense de origem britânica William Stephenson.
Na década de 30 Buchan financiou moral e monetariamente ao jovem acadêmico Roberto Weiss, já que Buchan estava fascinado pelo período da Antiguidade clássica que Weiss estudava, e que Buchan desejava apoiar.
Dizia-se de sua autobiografia "Memory Hold-the-Door" (publicada nos Estados Unidos com o título "Pilgrim's Way") que era o livro favorito de John F. Kennedy[carece de fontes?], ainda que uma lista dada pela revista Life em 1961 citasse a "Montrose" como primeiro na lista.
John Buchan é comemorado em Makars' Court, além do Museu de Escritores em Lawnmarket, Edimburgo.
As eleições para o Makars' Court são feitas pelo Museu de Escritores, a Saltire Society e a Biblioteca de Poesia da Escócia.